# Kirill Razumovskij
Kirill Grigorjevitj Razumovskij (ryska: Кирилл Григорьевич Разумовский), född 29 mars (gamla stilen: 18 mars) 1728 i Lemeshi, guvernementet Tjernigov, död 21 januari (gamla stilen: 9 januari) 1803 i Baturyn, var en lillrysk-rysk greve och politiker. Han var bror till Aleksej Razumovskij (1709–1771) och far till Aleksej Razumovskij (1748–1822) och Andrej Razumovskij (1752–1836).
Razumovskij blev 1744, samtidigt med brodern, greve, 1746 president i ryska vetenskapsakademien och 1750 hetman i Lillryssland. Han var sista hetman och tog verksamt del i sammansvärjningen emot Peter III (1762) och anslöt sig till Katarina II, som icke fäste synnerligt avseende vid honom, 1764 fråntog honom hetmanskapet, men i stället utnämnde honom till fältmarskalk. Han var Grigorij Orlovs motståndare. Nikita Panin såg i honom blott ett "bekant dumhuvud".